# Kulakpınar, Karacabey
Kulakpınar là một xã thuộc huyện Karacabey, tỉnh Bursa, Thổ Nhĩ Kỳ. Dân số thời điểm năm 2011 là 219 người.